# Punrunata tibialis
Punrunata tibialis is een hooiwagen uit de familie Gonyleptidae.